# Adak (Alaska)
Adak (pronuncia /ˈeɪdæk/) è un comune dell'Alaska di 171 abitanti (2020) situato sull'Isola di Adak, nell'arcipelago delle Isole Aleutine, in Alaska. Al censimento del 2010 la popolazione era di 326. È il comune degli Stati Uniti d'America più ad ovest e quello più a sud dell'Alaska. La città è la ex sede della Adak Army Base and Adak Naval Operating Base. Non ci sono stazioni radio per un raggio di 320 km da Adak; le radio possono essere trasmesse solo tramite satellite o ricevitori di onde corte.

## Posizione e clima
Adak è situata sulla Kuluk Bay, nella Adak Island. Si trova a 1.930 chilometri a sud ovest di Anchorage e 724 chilometri ad ovest di Dutch Harbor. Il tempo di volo per Anchorage è di tre ore o più a seconda del tempo. Adak è la comunità più a sud in Alaska e si trova sulla stessa latitudine di Vancouver in Canada, e Bruxelles, in Belgio.
Secondo l'US Census Bureau, la città ha un'area totale di 330 km quadrati, di cui 317 km quadrati è terra e 13 km quadrati è acqua.
Adak si trova nella zona di clima oceanico subpolare, caratterizzata da un cielo persistentemente coperto, temperature moderate, forti venti e frequenti tempeste cicloniche. Le burrasche invernali producono raffiche di vento superiori a 190 km/h. Durante l'estate, si verificano forme estensive di nebbia sul mare di Bering e sul Pacifico del nord. Le temperature medie variano da -7 a 16 °C. La precipitazione totale è di 1.600 millimetri all'anno, con una nevicata media di 2.500 millimetri, che però tende a sciogliersi subito dopo la caduta. Con 263 giorni di pioggia all'anno, Adak ha il secondo numero più alto di qualsiasi località abitata negli Stati Uniti dopo Hilo, Hawaii.
| Dati meteo            | Mesi | Mesi | Mesi | Mesi | Mesi | Mesi | Mesi | Mesi | Mesi | Mesi | Mesi | Mesi | Stagioni | Stagioni | Stagioni | Stagioni | Anno  |
| Dati meteo            | Gen  | Feb  | Mar  | Apr  | Mag  | Giu  | Lug  | Ago  | Set  | Ott  | Nov  | Dic  | Inv      | Pri      | Est      | Aut      | Anno  |
| --------------------- | ---- | ---- | ---- | ---- | ---- | ---- | ---- | ---- | ---- | ---- | ---- | ---- | -------- | -------- | -------- | -------- | ----- |
| T. max. media (°C)    | 2,9  | 2,8  | 3,7  | 5,2  | 7,3  | 9,5  | 12,2 | 13,2 | 11,3 | 8,3  | 5,2  | 3,3  | 3,0      | 5,4      | 11,6     | 8,3      | 7,1   |
| T. media (°C)         | 0,6  | 0,4  | 1,3  | 2,8  | 4,9  | 7,2  | 9,7  | 10,7 | 8,9  | 5,9  | 2,9  | 1,1  | 0,7      | 3,0      | 9,2      | 5,9      | 4,7   |
| T. min. media (°C)    | −1,7 | −1,9 | −1,1 | 0,5  | 2,6  | 4,9  | 7,1  | 8,1  | 6,4  | 3,4  | 0,6  | −1,2 | −1,6     | 0,7      | 6,7      | 3,5      | 2,3   |
| T. max. assoluta (°C) | 10   | 11   | 11   | 13   | 18   | 19   | 23   | 24   | 22   | 16   | 14   | 13   | 13       | 18       | 24       | 22       | 24    |
| T. min. assoluta (°C) | −16  | −16  | −11  | −7   | −7   | −2   | 1    | 1    | −2   | −6   | −11  | −13  | −16      | −11      | −2       | −11      | −16   |
| Precipitazioni (mm)   | 171  | 138  | 156  | 110  | 123  | 85   | 76   | 109  | 140  | 178  | 186  | 195  | 504      | 389      | 270      | 504      | 1 667 |
| Giorni di pioggia     | 24   | 22   | 25   | 22   | 22   | 17   | 16   | 19   | 21   | 25   | 25   | 25   | 71       | 69       | 52       | 71       | 263   |
| Nevicate (cm)         | 46   | 47   | 51   | 25   | 3,8  | 0,0  | 0,0  | 0,0  | 0,25 | 3,8  | 26,0 | 49,0 | 142,0    | 79,8     | 0,0      | 30,1     | 251,9 |

## Storia e cultura
Le Isole Aleutine furono storicamente occupate dagli Unanga, più comunemente noti come gli Aleuti. Infine l'isola una volta densamente popolata è stata abbandonata nei primi anni del XIX secolo quando i cacciatori seguirono il commercio di pellicce russo verso est. Tuttavia, essi continuarono attivamente la caccia e la pesca intorno all'isola nel corso degli anni, fino allo scoppio della seconda guerra mondiale. Gli impianti della Adak Army hanno permesso alle forze statunitensi di montare un'offensiva vittoriosa contro i giapponesi nelle isole di Kiska e Attu. Dopo la guerra, Adak è stata sviluppata come una stazione navale, giocando un ruolo importante durante la Guerra Fredda come centro di sorveglianza sottomarina. I grandi terremoti hanno scosso l'isola nel 1957, 1964 e 1977.
Al suo apice, la stazione ospitava oltre 6.000 persone della Marina e della Guardia Costiera insieme alle loro famiglie. Nel 1994, la base è stata ridimensionata, e abitazioni e scuole sono state chiuse. La stazione ha ufficialmente chiuso il 31 marzo 1997. L'Aleut Corporation ha acquistato i servizi di Adak nel quadro di un accordo di trasferimento del terreno con il Ministero dell'Interno e la US Navy/Dipartimento della Difesa. Questo accordo è stato concluso nel marzo del 2004. Circa 30 famiglie si sono trasferite ad Adak nel settembre del 1998, la maggior parte dei quali sono azionisti della Aleut Corp., e l'ex liceo è stato riaperto. Sostanzialmente tutte le infrastrutture e le strutture di Adak sono di proprietà della Aleut Corporation, che attualmente sta sviluppando Adak come centro commerciale attraverso le loro società.
Dalla seconda guerra mondiale, la US Navy e la Guardia Costiera ha sviluppato servizi ed opportunità di svago ad Adak. Al suo apice, Adak aveva un college, un ristorante McDonald's, cinema, pista di pattinaggio, piscina, ski lodge, piste da bowling, campo di skate, negozi, laboratorio fotografico e campi da squash e tennis. Un nuovo ospedale da 18 milioni di dollari è stato costruito nel 1990, a soli sette anni prima della chiusura della stazione. Nel marzo del 2003, sei anni dopo la chiusura della stazione, la maggior parte di queste strutture avevano chiuso.

## Popolazione
Al censimento del 2020, c'erano 171 abitanti, 244 abitazioni (di cui 62 occupate), e 51 famiglie residenti nel paese. La densità di popolazione è di circa 2 ab./km². Il 35,67% della popolazione era bianca, il 22,22% nativa americana, il 22,22% era ispanica o latina, il 6,43% nera o afroamericana, il 4,09% asiatica, il 4,68% nativa hawaiana o del Pacifico, l'11,11% di un'altra etnia e il 15,79% di due o più etnie. La popolazione è in netto calo rispetto al censimento del 2010, infatti essa è passata da 326 a 171 abitanti. Il rilevamento demografico è stato gestito dal 2000 dallo U.S. Decennial Census quando Adak ha assunto lo status di census-designated place, ma precedentemente (dal 1970 al 1990) era gestito dalla Adak Naval Station.
Abitanti censiti

## Utilità, scuole e assistenza sanitaria
L'acqua è derivata dal Lake Bonnie Rose, Lake De Marie e Nurses Creek, contenuta in sette serbatoi d'acqua in tutta la comunità, e convogliata alle strutture e alle unità abitative.
Ospedali o cliniche includono l'Adak Community Health Center, gestito dalla Eastern Aleutian Tribes, Inc (EAT). Il Behavioral Health è disponibile anche via tele-video e visite in loco trimestrali. La EAT manda un dentista una settimana all'anno per fornire servizi dentali limitati, altrimenti, per i servizi odontoiatrici vengono inviati al di fuori di Adak. Le farmacie sono limitate a farmaci acuti. Il riempimento delle prescrizioni da impianti esterni di solito non vengono accettate. Tutti i visitatori si devono portare un sacco di propri farmaci. L'assistenza sanitaria ausiliaria è fornita dalla Adak Volunteer Fire Department/EMS.

## Servizi, economia e trasporti
Uno scambio tra la Aleut Corp., la US Navy e il Dipartimento degli Interni ha trasferito la maggior parte degli ex impianti navali per la Aleut Corp. nel marzo del 2004. Una parte dell'isola rimane all'interno dell'Alaska Maritime National Wildlife Refuge, gestito dal US Fish and Wildlife Service. La US Navy conserva parte del lato nord della Adak Island e fa scansioni annuali del Andrew Lake Seawall per ordigni inesplosi. Il loro sito web elenca i controlli istituzionali in atto. La Marina fornisce le mappe dei sentieri, come parte delle informazioni necessarie sugli ordigni, per essere mostrate a tutti i residenti e i visitatori di Adak. Adak attualmente fornisce un impianto di rifornimento portuale - sono disponibili un aeroporto, porto, strutture abitative, ristorante, alimentare e negozio di forniture per navi.
A causa del suo passato come aviazione navale, Adak ha un aeroporto insolitamente grande e sofisticato per le Isole Aleutine. L'aeroporto è attualmente gestito dallo State of Alaska Department of Transportation. Completo di un sistema di atterraggio, l'Adak Airport non ha alcuna torre di controllo. Allo stato attuale, i voli operano ogni domenica e giovedì (tempo permettendo). Di tanto in tanto, sono operati voli extra per soddisfare la domanda della stagione di pesca. Altri servizi ad Adak includono tre bacini di acque profonde e strutture di rifornimento. La città ha chiesto fondi per ampliare notevolmente il Sweeper Cove, compresi nuovi frangiflutti e nuovi attracchi galleggianti. Ci sono circa 26 chilometri di strade asfaltate e sterrate, tutte di proprietà privata dell'Aleut Corporation.

## Economia

### Turismo
Aleutine Housing Authority (AHA) è l'unico fornitore di alloggio ad Adak, e offre alloggi sia a lungo e breve termine nella ex custodia ufficiale della Marina. Le unità abitative sono riscaldate, arredate e dotate di telefono locale e servizio di TV via cavo. Si consiglia di prenotare in anticipo.
Le cabine, una volta mantenute dall'Alaska Maritime National Wildlife Refuge sono cadute in rovina e sono a rischio. La cabina al Three Arm Bay si trova su un sito archeologico che è stato trasferito all'Aleut Corporation, e non è più disponibile per il noleggio al pubblico.
Il campeggio è possibile senza permesso sui terreni dell'Alaska Maritime National Wildlife Refuge, ma non è generalmente raccomandato a causa del clima rigido. Il vento ad Adak è molto variabile e spesso imprevedibile. Le raffiche possono superare i 190 km/h o più (il record di velocità è sconosciuto perché il vento ha strappato l'anemometro fuori dalla torre).
Adak dispone di 26 chilometri di strade asfaltate e sterrate. Queste possono essere esplorate a piedi, in bicicletta o noleggiando un camion. C'è un solo business di noleggio ad Adak.
La caccia e la pesca sono sport molto praticati. I venti forti sono una benedizione per gli amanti degli uccelli; molti vagabondi provenienti da Asia e altrove possono essere individuati. Le aquile sono onnipresenti.
Locali notturni e ristoranti sono pochi ad Adak. L'Aleutine Sports Bar and Grill (ASBAG) si trova nell'ex sala VFW. Dall'altra parte della città si trova un negozio di liquori. L'Adak General Store opera al di fuori dell'ex Housing Community Center, il Cold Rock Cafe e le piste da bowling hanno chiuso. Anche il McDonald's non può sopravvivere ad Adak, come è ormai abbandonata.

## Formazione
Adak è servita dalla Aleutian Region Schools.